# The Conjuring
The Conjuring is een Amerikaanse horrorfilm uit 2013 onder regie van James Wan. Het verhaal is gebaseerd op getuigenissen van paranormaal onderzoekers Ed en Lorraine Warren en de oudste dochter van de echte familie Perron, Andrea. The Conjuring won zeventien prijzen, waaronder zowel de Saturn Award als de Empire Award voor beste horrorfilm van het jaar. Daarnaast werd de film voor vijftien andere prijzen genomineerd, waaronder de People's Choice Award voor favoriete horrorfilm van het jaar. Het is de eerste film in de The Conjuring Universe.
In 2014 verscheen de film Annabelle, die zowel een prequel op, als een spin-off van The Conjuring vormt.

## Verhaal

### Proloog
Paranormaal onderzoekers Ed en Lorraine Warren geven een lezing over hun werk voor een volle zaal toehoorders. Ter ondersteuning laten ze hierbij beeldmateriaal zien van een zaak die ze hebben gedaan met de demonische pop Annabelle.

### Hoofdlijn
Roger en Carolyn Perron verhuizen in 1971 met hun dochters Andrea, Nancy, Christine, Cindy en April naar een huis in Harrisville. De verhuizing loopt op rolletjes, alleen hond Sadie is met geen mogelijkheid het huis in te krijgen. De nieuwe woning blijkt niet zonder verrassingen. Twee van de dochters ontdekken tijdens het spelen van een verstopspelletje een dichtgetimmerde ingang van een kelder. Jongste dochter April vindt een muziekdoosje onder de boom in de voortuin.
Bij het ontwaken de volgende dag ontdekt Carolyn een blauwe plek op haar been, waarvan ze geen idee heeft hoe ze er aan komt. April wil Sadie begroeten, maar vindt haar buiten dood. In de volgende dagen vinden er opmerkelijke gebeurtenissen plaats in het huis. Alle klokken in het huis stoppen telkens precies om 03:07; Carolyn hoort handgeklap en gegiechel in lege kamers en alle ingelijste foto's vallen zonder reden van de muur langs de trapleuning. Wanneer Carolyn geluiden hoort in de kelder, gaat ze kijken. Eenmaal daar bedenkt ze zich, maar wanneer ze de kelder uit wil, slaat de deur haar omver, de keldertrap af. Cindy slaapwandelt en komt zo terecht in de kamer van Andrea. Ze stoot haar hoofd steeds tegen de kast. Andrea wordt wakker door het geluid en legt Cindy in haar eigen bed. Wanneer ze iets in de kast hoort, gaat ze erin kijken, maar vindt niets. Dan wijst Cindy naar een mensachtige figuur op de kast, die direct daarop Andrea aanvalt. Wanneer Roger op het gegil afkomt, is er niets vreemds meer te zien.
Carolyn bezoekt een lezing van Ed Warren en zijn helderziende vrouw Lorraine. Na afloop smeekt ze hen om hulp. De twee onderzoeken het huis van de Perrons en concluderen dat er sprake is van echte paranormale activiteiten. Ze raden aan een exorcisme te laten doen. Hiervoor hebben ze iemand nodig die een uitdrijving kan doen, toestemming van de kerk en bewijs dat het huis behekst is.
Ed en Lorraine onderzoeken de geschiedenis van het huis. Ze ontdekken dat het huis ooit toebehoorde aan een van hekserij beschuldigde vrouw genaamd Bathsheba, een familielid van de bij de heksenprocessen van Salem omgebrachte Mary Eastey. Bathsheba zelf probeerde haar eenjarige kind te offeren. Na een vloek uitgesproken te hebben over eenieder die haar land in bezit zou nemen, verhing ze zichzelf aan de boom in de voortuin. Ed en Lorraine vinden daarnaast rapporten over latere moorden en zelfmoorden in het gebied die rechtstreeks in verband kunnen worden gebracht met het huis.
Ed en Lorraine gaan terug naar de Perrons om het bewijsmateriaal te zoeken dat ze nodig hebben om toestemming te krijgen voor een uitdrijving. In het huis slaapwandelt Cindy weer en onthult zo een verborgen ruimte achter een kast. Lorraine gaat deze in, maar zakt door de vloer en belandt zo in de kelder. Daar ziet ze de geest van een vrouw die Bathsheba ooit in haar bezit had. Op datzelfde moment wordt Nancy plotseling aan haar haren door de kamer getrokken door een onzichtbare entiteit.
Terwijl Ed en Lorraine hun gefilmde bewijs naar de kerk brengen, zoeken de Perrons hun heil in een hotel. De twee waarschuwen de familie dat hun vlucht hun problemen niet oplost, omdat de entiteit die hen aanvalt zich aan hen gehecht heeft. Wanneer Ed en Lorraine thuiskomen, bevindt hun eigen dochter Judy zich midden in een aanval van de entiteit die op de Perrons jaagt en de twee af wil schrikken. Ed is er op tijd bij om te voorkomen dat Judy iets overkomt. Het meisje vertelt haar vader dat ze opgesloten raakte in de kamer, waar plotseling een verschijning op de schommelstoel zat met pop Annabel op schoot.
Carolyn, bezeten door Bathsheba, die op haar heeft gekost, rijdt terug naar het huis met Christine en April Om ze te vermoorden. Als Ed, Lorraine, twee assistenten en Roger bij het huis aankomen, vinden ze Carolyn in de kelder terwijl ze Christine probeert te vermoorden met een schaar. Een van de assistenten neemt het meisje mee naar de auto, weg van het middelpunt van de gebeurtenissen. Maar april is weg en een iemand gaat haar zoeken zonder dat iemand het door heeft. De anderen binden de bezeten Carolyn vast aan een stoel. Ed besluit dat wachten op toestemming van de kerk te lang duurt en gaat zelf het exorcisme doen, ook al is hij daar niet bevoegd toe. Tijdens de uitdrijving ontkomt Carolyn en gaat ze achter April aan, die zich onder de vloer heeft verstopt. Voordat ze het meisje kan vermoorden, krijgt Lorraine haar zover om zich te verzetten tegen de entiteit die haar in zijn bezit heeft. Ze doet dit door haar te herinneren aan een dag aan het strand met haar familie die heel veel voor haar betekende. Ed krijgt op deze manier de tijd om de uitdrijving af te maken. De geest verlaat Carolyn tijdig, April is veilig.
Wanneer de Warrens na afloop thuiskomen, plaatst Ed het speeldoosje waarmee April in contact kwam met de demon die de Perrons teisterde in hun opslagruimte voor dergelijke voorwerpen. Lorraine komt hem vertellen dat er bericht is gekomen van het Vaticaan, dat toestemming geeft om een uitdrijving te doen. Ook wil de kerk met de Warrens praten over een andere zaak, in Long Island.

## Rolverdeling
- Patrick Wilson als Ed Warren
- Vera Farmiga als Lorraine Warren
- Lili Taylor als Carolyn Perron
- Ron Livingston als Roger Perron
- Shanley Caswell als Andrea Perron
- Hayley McFarland als Nancy Perron
- Joey King als Christine Perron
- Mackenzie Foy als Cindy Perron
- Kyla Deaver als April Perron
- Shannon Kook als Drew
- John Brotherton als Brad
- Marion Gayot als Georgiana Moran
- Steve Coulter als Father Gordon
- Morgana Bridgers als Debbie
- Joseph Bishara als Bathseba